# Kimberly-Clark
Kimberly-Clark este o companie americană care produce bunuri de larg consum, în special din hârtie.